# قولف السعودية
قولف السعودية شركة سعودية أسست عام 2019 بهدف توحيد أصحاب المصلحة ذوي الخبرة لتعزيز مكانتها على الساحة العالمية، وتوفير الفرص الأكثر شمولاً لرياضة القولف في المملكة العربية السعودية. ويشغل منصب الرئيس التنفيذي للشركة نوح علي رضا منذ يناير 2023 خلفاً لماجد السرور.

## الأهداف
- إنشاء نظام بيئي حيوي للعبة القولف لتعزيز فرص العمل، وإنشاء الأعمال التجارية ذات الصلة وزيادة تدفقات الإيرادات.
- إنشاء وتطوير مرافق لتسهيل إمكانية الوصول والإستخدام من قبل السعوديين والزوار.
- توفير فرص وإمكانية الوصول إلى لعبة القولف عبر المبادرات المعتمدة على الترفيه والمتعلقة بلعبة القولف على مستوى المبتدئين.
- الترويج للعبة من خلال تحفيز الاهتمام بالمشاريع المملوكة بالكامل من قبل القطاع الخاص.
- رفع مكانة لعبة القولف عن طريق إقامة الفعاليات والأنشطة التي تُظهر السعودية كمجتمع مبتكر ومتجدد.
- ربط سياحة القولف بالعناصر التي تعزز الاهتمام بالفنادق والوجهات الجديدة بشكل عام.
- تحقيق الاستدامة في الممارسة البيئية والمشاركة الاقتصادية والمشاركة المجتمعية.
- تحقيق رؤية المملكة 2030 في المنافسات من خلال تعزيز مفهوم نمط الحياة السعودية الحديثة.[4]

## البطولات والفعاليات
- البطولة السعودية الدولية للغولف: وهي بطولة القولف الاحترافية الوحيدة للرجال في المملكة العربية السعودية.[5]
- بطولة أرامكو السعودية النسائية الدولية للغولف: وهو أول حدث احترافي للقولف للسيدات في المملكة العربية السعودية، وتبلغ قيمة جائزة البطولة 5 مليون دولار.[6]
- سلسلة بطولات أرامكو للفرق.[7][8]
- البطولة السعودية المفتوحة للقولف.[9]